# سيباستيان راوش
سيباستيان راوش (بالألمانية: Sebastian Rauch)‏ (29 سبتمبر 1981 بألمانيا - ) هو لاعب كرة قدم ألماني في مركز حراسة المرمى. لعب مع SV Babelsberg 03 ‏ وWerderaner FC Viktoria 1920 ‏.

## وصلات خارجية
- سيباستيان راوش على موقع قاعدة بيانات كرة القدم.إي يو (الإنجليزية)
- سيباستيان راوش على موقع بيانات كرة القدم. دي إي (الألمانية)
- سيباستيان راوش على موقع عالم كرة القدم.نت (الإنجليزية)